# Ferdinand Schureman Schenck
Ferdinand Schureman Schenck (* 11. Februar 1790 in Millstone, New Jersey; † 16. Mai 1860 in Camden, New Jersey) war ein US-amerikanischer Politiker. Zwischen 1833 und 1837 vertrat er den Bundesstaat New Jersey im US-Repräsentantenhaus.

## Werdegang
Ferdinand Schenck besuchte die öffentlichen Schulen seiner Heimat und studierte danach bis 1814 am College of Physicians and Surgeons in New York City Medizin. Nach seiner Zulassung als Arzt begann er in Franklin Park in diesem Beruf zu arbeiten. Gleichzeitig schlug er als Mitglied der Demokratischen Partei eine politische Laufbahn ein. Zwischen 1829 und 1831 gehörte er der New Jersey General Assembly an.
Bei den Kongresswahlen des Jahres 1832 wurde Schenck für den fünften Sitz von New Jersey in das US-Repräsentantenhaus in Washington, D.C. gewählt, wo er am 4. März 1833 die Nachfolge des ihm zuvor unterlegenen Isaac Southard antrat. Nach einer Wiederwahl konnte er bis zum 3. März 1837 zwei Legislaturperioden im Kongress absolvieren. Seit dem Amtsantritt von Präsident Andrew Jackson wurde innerhalb und außerhalb des Kongresses heftig über dessen Politik diskutiert. Dabei ging es um die umstrittene Durchsetzung des Indian Removal Act, den Konflikt mit dem Staat South Carolina, der in der Nullifikationskrise gipfelte, und die Bankenpolitik des Präsidenten.
Im Jahr 1836 verzichtete Ferdinand Schenck auf eine erneute Kongresskandidatur. Seit 1841 war er Kurator des Rutgers College in New Brunswick. Im Jahr 1844 gehörte er einer Versammlung zur Überarbeitung der Verfassung von New Jersey an. Von 1845 bis 1857 war er Richter am State Court of Errors and Appeals. Nach der Gründung der Republikanischen Partei im Jahr 1854 wurde er deren Mitglied. 1856 bewarb er sich erfolglos um einen Sitz im Senat von New Jersey. Ansonsten praktizierte er wieder als Arzt. Ferdinand Schenck starb am 16. Mai 1860 in Camden.